# Ray Arnott
Raymond "Ray" Walter Arnott jest australijskim perkusistą rockowym, piosenkarzem i tekściarzem, był członkiem zespołu Spectrum (1970-1973), The Dingoes w 1970 roku i Cold Chisel w 1980. W latach 1980 i 1982 grał i śpiewał w grupie Flash and the Pan.